# Гідроаерологія
Повітряна гідрологія (гідроаерологія) — наука, яка вивчає водні процеси в атмосфері — утворення опадів, конденсацію, випаровування, вологість у зв'язку з повітряними течіями, теплообміном, сонячною радіацією тощо. Тісно пов'язана з метеорологією та кліматологією.